# Cotopaxi
Cotopaxi er navnet på Ecuadors næsthøjeste (knap 5.900 meter) og mest aktive vulkan. Desuden lægger den navn til provinsen og den naturpark der omgiver den. Vulkanen var sidst i udbrud i foråret 2006 – hvor der var "askeregn" i blandt andet Quito.
Vulkanen er en stratovulkan og er næsten helt symmetrisk; selve krateret er 800 x 550 meter. Den ligger ca. 50 kilometer fra Quito, hovedstaden i Ecuador, i Sydamerika.
Cotopaxi har været i udbrud i omkring 50 gange og er en meget aktiv vulkan.
- Wikimedia Commons har flere filer relateret til Cotopaxi

 Der er for få eller ingen kildehenvisninger i denne artikel, hvilket er et problem. Du kan hjælpe ved at angive troværdige kilder til de påstande, som fremføres i artiklen.

0°40′50″S 78°26′16″V / 0.68055555555556°S 78.437777777778°V